# Publikumsfonds
Publikumsfonds sind Investmentfonds, die grundsätzlich jedem Anleger offenstehen.
Im deutschen Investmentrecht ist der Publikumsfonds der Standardfall. Der Spezialfonds definiert das Gegenteil bzw. die Ausnahme und darf von natürlichen Personen nicht erworben werden.